# یاروسلاف پوزار
یاروسلاف پوزار (چکی: Jaroslav Pouzar؛ زادهٔ ۲۳ ژانویهٔ ۱۹۵۲) بازیکن هاکی روی یخ اهل چکسلواکی بود.
وی همچنین برندهٔ جوایزی همچون جام استنلی شده‌است.
از باشگاه‌هایی که در آن بازی کرده‌است می‌توان به ادمونتون اویلرز اشاره کرد.